# Pat Green
Patrick Craven Green, conosciuto semplicemente come Pat Green (San Antonio, 5 aprile 1972) è un cantautore statunitense in attività dal 1995.

## Discografia

### Album in studio
- 2001 – Three Days
- 2003 – Wave on Wave
- 2004 – Lucky Ones
- 2006 – Cannonball
- 2009 – What I'm For
- 2012 – Songs We Wish We'd Written II
- 2015 – Home

### Album dal vivo
- 1998 – Here We Go (Live)
- 1999 – Live at Billy Bob's Texas

### Singoli
- 2001 – Carry On
- 2002 – Three Days
- 2003 – Wave on Wave
- 2003 – Guy Like Me
- 2004 – Don't Break My Heart Again
- 2005 – Somewhere Between Texas and Mexico
- 2005 – Baby Doll
- 2006 – Feels Just Like It Should
- 2007 – Dixie Lullaby
- 2007 – Way Back Texas
- 2008 – Let Me
- 2009 – Country Star
- 2009 – What I'm For
- 2011 – My Texas (cover dei Josh Abbott Band)
- 2012 – All Just To Get To You
- 2012 – Austin
- 2012 – Even the Losers
- 2014 – Girls from Texas (con Lyle Lovett)
- 2016 – Day One

### Collaborazioni
- 2001 – Texas in 1880 (con Radney Foster)